# Route régionale 57 (Tunisie)
Pour les articles homonymes, voir Route 57.
La route régionale 57 ou RR57 est un axe routier secondaire de Tunisie qui relie la route nationale 11 à la route nationale 7. C'est une route circulaire longeant les rives est, nord et ouest du lac Ichkeul.